# 独占
独占（どくせん、英: monopoly）・壟断（ろうだん）とは、特定の企業が、他の競争者を排除して販売市場や原料資源地などを支配し、利益を貪る経済構造である。規制対象としての独占は語義として複占・寡占もふくむ。日米など限られた国では市場の失敗の原因として各国の独占禁止法等により規制するが、自然独占およびその他さまざまな例外的あつかいもなされている。

## 独占の形態
有沢広巳『カルテル・トラスト・コンツェルン』（1931年）には、JPモルガンをはじめ、ロックフェラー家、ソフィナ、イーヴァル・クルーガーなどの著名な独占体が分析されている。社会主義思想を呈する部分は削除の上再版されている。以下に別個説明するカルテル・トラスト・コンツェルンは露骨すぎて、戦後の独占資本は異なる方法をとるようになった。
そこで事実上の独占を発見する二つの方法が1960年代末に考え出された。一つは閨閥に着目する研究である。もう一つは投資信託に着目する研究である。それはライト・パットマン（Wright Patman）議員が1966・1967・1968各年に提出した報告書であり、日本語に翻訳されている。アンドリュー・メロンとも戦った彼の問題意識が、歴史観に基いた精査を可能にした。
カルテル
市場に複数ある同業会社同士が供給量などで協定を結び、価格を維持したりする形態。資本関係ではないので、政治背景によりしばしば国境を越える。ポイボス・カルテルなどの例がある。日本では戦前に電力連盟、オイルショック時代に不況カルテル多数。緩いカルテルは抜け駆けによってシェア拡大を図る好機となる（チリの硝石カルテルなど）。抜け駆けは閨閥およびその他人的関係を構築して防ぐ。
トラスト
市場に複数ある同業会社を合併・買収することによって市場を一社で支配すること。例にUSスチール、日本発送電、IG・ファルベンインドゥストリーなど。
コンツェルン
複数産業の会社などを資本の傘下において一社化を図る方法。持株会社や銀行が核となり、産業を垂直的に独占する。イタリアでは戦後も堂々と存続した。
投資信託
以下、1968年パットマン報告書におけるサマリーからの抜粋である。
モルガン・ギャランティ・トラストは、カリフォルニア州全体の36銀行の信託資産合計を上回る資産（168億ドル）をかかえている。全国の各都市圏においても銀行信託資産は各地域の一行もしくは数行に極端に集中している。全体的にみて銀行信託資産の集中は、商業銀行預金でみた銀行業の集中よりもはるかにすすんでいる。第一に、13000をこえる商業銀行に比べ信託資産をもつ銀行はずっと少数で約3100にすぎない。第二に、合衆国のメガバンクについて全商業銀行の預金総額に占める割合と信託資産総額に占める割合を比較すると、預金よりも信託資産の方が一層独占的である。たとえば預金規模最上位10行は全商業銀行預金総額の23.8％を占めるにすぎないが、信託資産規模最上位10行は全信託資産総額の36.8％を占める。
自然独占
初期投資の規模が大きく自然独占が最も効率的な産業においては、独占や寡占が認められる場合もある。電気・ガスや一部鉄道会社（特にJR北海道）などインフラ業界において多い。アメリカでは世界恐慌をきっかけとした規制当局の調査により投信ピラミッドを構成していたことが分かった。日本史では、関東大震災などを契機に流れ込んだ外債、特に社債の歴史に照らすと、日本のインフラ業界は政治的に自然独占が演出されたことが分かる。独禁法の改正で不況カルテルなどが容認されたときも逆コースの途中であった。国際的には海運アライアンスが自然独占を主張する典型であるが、補助金が焼け太りになっている感は否めない。
保険
保険会社は投信を大量に保有し、現代的な独占構造に加担している。二重に他人資本を利用するため、この構造自体は今のところ全くの合法である。ところで、独占禁止法（カルテル法）の存在する国というのが実は少ない。半世紀前の資料からの紹介となるが、独占禁止法の全くない国と地域を列挙すると、イラク・イラン・インドネシア・韓国・カンボジア・クウェート・サウジアラビア・タイ・台湾・香港・マレーシア・モロッコ・アイスランド・ハンガリー・ポルトガル・エルサルバドルがある。ヨーロッパにも独占禁止法が存在しない国を挙げることができる。イタリアとルクセンブルクは欧州経済共同体の規制に頼っている。オランダは独占禁止法が存在するが、欧州経済共同体の規制より緩い。オーストリア・西ドイツも存在するが、伝統的な投資先である東ドイツ・チェコスロバキア・ハンガリー・ブルガリアはそもそも社会主義なので存在しない。ここからが本題となるが、独占禁止法自体は存在しても、保険分野に適用できるそれがないという国がいくつもある。筆頭はオーストリア。そしてインド・キプロス・シリア・セイロン・パキスタン・ビルマ・フィリピン・ヨルダン・レバノン・ニュージーランド・チリ・アイルランド・ギリシア・ノルウェー・ウルグアイ・ペルー・ブラジル・キューバ・パナマ・ホンジュラス・アルゼンチン・ベネズエラ。オーストラリアも属すると疑われる。メキシコの独禁法は解釈で保険料カルテルに適用がないと考えられている。まとめに代えてあとづけするが、保険大国のフランスには独禁法がなく、保険は自国の監督法規で規制されている。

## 独占価格
完全競争市場においては、市場参加者はすべてプライステイカーで価格設定できない。このとき市場均衡価格は限界費用に一致するよう決定される。しかし独占企業はプライスメイカーとして自らの利益を最大限にするような価格設定を行うことができる。完全競争下での効率的規模とは限界費用が価格と一致するときの生産量であるが、プライスメイカーは利ざやを稼ぐために減産する。独占市場においては、独占企業のみが商品を販売しているので、完全競争と違い、独占企業が自由に価格を決定できる。従って独占企業は自身の利益を最大化する価格をつける。独占市場において、独占企業は完全競争下にあるときよりも高い価格をつける傾向がある。また独占企業は完全競争下にあるときよりも少ない数しか市場に商品を出さない傾向がある。従って価格を吊り上げて商品一個あたりの利益を増やす為に、完全競争のときよりも商品を出し惜しみする。しかし売りさばく商品数が極端に少なければ逆に利益が減ってしまう。そこで独占企業は、一個あたりの利益と売れ行きとのバランスをとり、利益を最大化する価格をつける事となる。これが独占価格である。なお、独占価格は独占がもたらす弊害の一つでしかない。
ある独占企業が、異なる市場において需要弾力性が異なるため、同一製品であっても市場ごとに異なる価格を設定することを、価格差別 (price discrimination) という。その製品に対する需要の価格弾力性の小さい市場においては、大きい市場におけるよりも、価格は高く設定される。このような分断された市場での価格差別は一物一価の法則に外れる。経済学では、需要側を需要の価格弾力性の異なるグループに区別することが可能であり、供給側の独占が可能であり、裁定取引が不可能であることを価格差別の条件とする。諸条件は人為的に創出できる。

### 価格決定の詳細
利益を最大化する商品数および価格は以下のように決定される。今商品の価格を{\displaystyle p}にしたとき、商品の需要が{\displaystyle Q=Q(p)}個である（＝商品が{\displaystyle Q}個売れる）とする。{\displaystyle Q}の事をこの商品の需要曲線という。さて売れる商品の数{\displaystyle Q}は明らかに{\displaystyle p}に対して単調減少であるので、{\displaystyle p}を{\displaystyle Q}に関して解いて、逆関数{\displaystyle p=p(Q)}を得る事ができる。
今関数{\displaystyle Q(p)}およびその逆関数{\displaystyle p(Q)}が既知であるものとする。従って独占企業は{\displaystyle p}さえ決めてしまえば{\displaystyle Q(p)}に従って出荷する商品数を決める事ができる。よって{\displaystyle Q(p)}は出荷商品数に等しい。
さて、市場に{\displaystyle Q}個の商品を出したとき、総費用が{\displaystyle C=C(Q)}円かかり、総収入が{\displaystyle R=R(Q)}円となったとする。
すると、独占企業の利益は{\displaystyle R-C}円であるから、これを最大化するには、
微分 {\displaystyle d(R-C)/dQ} が{\displaystyle 0}になる数{\displaystyle Q}だけ、商品を出荷すればよい。
{\displaystyle dR/dQ}、{\displaystyle dC/dQ}の事をそれぞれ限界収入、限界費用といい、それぞれ、{\displaystyle MR}、{\displaystyle MC}と書く。
限界費用・限界収入は出荷商品数を1個増やしたときに増大する費用・収入を表している。
上の議論より、独占企業は
```

  

    

      

        
M

        
R

        
=

        
M

        
C

      

    

    
{\displaystyle MR=MC}

  

```

となる数Qだけ商品を出荷し、{\displaystyle p(Q)}円の価格をつければ利益が最大化される。
さて、今全ての商品に同じ値段{\displaystyle Q}をつけているとすると、独占企業の収入{\displaystyle R}は積{\displaystyle pQ}に等しい。
従って限界収入{\displaystyle MR}は積の微分法則より、
- {\displaystyle MR=(dp/dQ)Q+p}

が成立する。
従って{\displaystyle MR=MC}とするには、{\displaystyle MC=(dp/dQ)Q+p}とすればよい。
なお一個出荷数を増やした際の収入{\displaystyle MR}が価格{\displaystyle p}と等しくないのは、商品を一個多く売る為、他の{\displaystyle Q}個の商品も全て価格を{\displaystyle -(dp/dQ)}円下げねばならない為である。
従って独占市場では限界収入MCは価格pよりも少ない。これは{\displaystyle MC}が{\displaystyle p}と等しくなる完全競争下（後述）とは対照的である。
さて、独占企業は自身で商品を作るわけだから、限界費用MCがいくらになるのかを知っている。
また我々は関数{\displaystyle p(Q)}が既知である事を仮定していた。従って独占企業は連立方程式
```

  

    

      

        

          

            
{

            

              

                

                  
M

                  
C

                

                

                  
=

                  
(

                  
d

                  
p

                  

                    
/

                  

                  
d

                  
Q

                  
)

                  
Q

                  
+

                  
p

                

              

              

                

                  
Q

                

                

                  
=

                  
Q

                  
(

                  
p

                  
)

                

              

            

            

          

        

      

    

    
{\displaystyle {\begin{cases}MC&=(dp/dQ)Q+p\\Q&=Q(p)\\\end{cases}}}

  

```

を解く事で利益を最大化する価格{\displaystyle p}と商品数{\displaystyle Q}を決定できる。

### 具体例
今限界費用MCが出荷数Qによらず一定であるとする。
この状況下で需要曲線p=p(Q)が一次関数である場合と
価格弾力性が一定になる曲線の場合とを考察する。
一次関数の場合
需要曲線p=p(Q)が一次関数p=b-aQであるとき、限界収入は
- MR = (dp/dQ)Q + p = -aQ + p = -aQ + (b-aQ) = b - 2aQ

すなわち限界収入曲線MR=MR(Q)は需要曲線の二倍の傾きを持ち、需要曲線と同じ切片bを持つ。
従って独占企業の利益を最大化する価格・商品数は連立方程式
```

  

    

      

        

          

            
{

            

              

                

                  
M

                  
C

                

                

                  
=

                  
b

                  
−

                  
2

                  
a

                  
Q

                

              

              

                

                  
p

                

                

                  
=

                  
b

                  
−

                  
a

                  
Q

                

              

            

            

          

        

      

    

    
{\displaystyle {\begin{cases}MC&=b-2aQ\\p&=b-aQ\\\end{cases}}}

  

```

を解く事で
```

  

    

      

        

          

            
{

            

              

                

                  
Q

                

                

                  
=

                  
(

                  
b

                  
−

                  
M

                  
C

                  
)

                  

                    
/

                  

                  
2

                  
a

                

              

              

                

                  
p

                

                

                  
=

                  
(

                  
b

                  
+

                  
M

                  
C

                  
)

                  

                    
/

                  

                  
2

                

              

            

            

          

        

      

    

    
{\displaystyle {\begin{cases}Q&=(b-MC)/2a\\p&=(b+MC)/2\\\end{cases}}}

  

```

である事がわかる。
このとき独占企業の収入は
```

  

    

      

        
p

        
Q

        
=

        

          

            

              

                
b

                

                  
2

                

              

              
−

              
M

              

                
C

                

                  
2

                

              

            

            

              
4

              
a

            

          

        

      

    

    
{\displaystyle pQ={\frac {b^{2}-MC^{2}}{4a}}}

  

```

である。
価格弾力性が一定の場合
次に需要曲線の価格弾力性{\displaystyle -{\frac {(dQ/dp)}{Q/p}}}がQによらず一定値Hである場合を考察する。
微分方程式{\displaystyle -{\frac {(dQ/dp)}{Q/p}}=H}を解く事で、需要曲線が
- p = AQ-1/H

という形である事がわかる。ここでAは何らかの定数。
今、
- MR = (dp/dQ)Q + p = p・{(dp/dQ)/(p/Q) + 1} = p (1-(1/H))

である。よってMC=MRより、価格pを
```

  

    

      

        
p

        
=

        

          

            

              
M

              
C

            

            

              
1

              
−

              
(

              
1

              

                
/

              

              
H

              
)

            

          

        

      

    

    
{\displaystyle p={\frac {MC}{1-(1/H)}}}

  

```

とすれば利益が最大化される事がわかる。
一方p=AQ-1/Hなので、そのときの出荷量は
```

  

    

      

        
Q

        
=

        
(

        
p

        

          
/

        

        
A

        

          
)

          

            
−

            
H

          

        

        
=

        

          

            
(

            

              

                

                  
M

                  
C

                  

                    
/

                  

                  
A

                

                

                  
1

                  
−

                  
(

                  
1

                  

                    
/

                  

                  
H

                  
)

                

              

            

            
)

          

          

            
−

            
H

          

        

      

    

    
{\displaystyle Q=(p/A)^{-H}=\left({\frac {MC/A}{1-(1/H)}}\right)^{-H}}

  

```

である。独占企業の収入は
```

  

    

      

        
p

        
Q

        
=

        

          
A

          

            
H

          

        

        

          

            
(

            

              

                

                  
M

                  
C

                

                

                  
1

                  
−

                  
(

                  
1

                  

                    
/

                  

                  
H

                  
)

                

              

            

            
)

          

          

            
1

            
−

            
H

          

        

      

    

    
{\displaystyle pQ=A^{H}\left({\frac {MC}{1-(1/H)}}\right)^{1-H}}

  

```

### 完全競争との比較各値の関係を表したグラフ

完全競争市場と独占市場における価格決定プロセスの比較

独占市場の方が完全競争下よりも価格が高くなり、出荷数が減少する事を、適切な条件下で示す。
完全競争下では、相手企業からシェアを奪う為に値下げ合戦がおこるので、損がでないぎりぎりの価格まで商品の値段が下がり、そこで均衡する。したがって完全競争下で各企業が出荷した商品数をQcとし、そのときの価格をpc=p(Qc)とすると、総収入pcQcが総費用Cc=C(Qc)と等しい。
完全競争下ではいかなる企業も市場支配力をもたないので、均衡点では各企業が出荷した商品数は全商品数からみると無視できるほど小さく、従って各企業が出荷した商品数が価格に与える影響も無視できるほど小さい。従ってdp/dQ=0とみなしてよい。
以上の議論により、完全競争化の均衡状態での限界費用MCcは
- {\displaystyle MC_{c}=\left.{\frac {dC}{dQ}}\right|_{Q=Q_{c}}=\left.{\frac {d(pQ)}{dQ}}\right|_{Q=Q_{c}}=p_{c}}

である。すなわち、完全競争化では価格pcは限界費用MCcと等しい。
一方独占市場での価格pm、出荷数Qm=Q(pm)、および限界費用MCmは
- {\displaystyle MC_{m}=\left(\left.{\frac {dC}{dQ}}\right|_{Q=Q_{m}}\right)\cdot Q_{m}+p_{m}}

を満たしていた。
今Q個の商品を作る総費用Cが、初期費用C0に一個あたりの費用cを加えた値C=cQ+C0であった場合、限界費用は
- MCm=MCc=c

を満たす。
従って独占競争下での価格
{\displaystyle p_{m}=c-\left(\left.{\frac {dC}{dQ}}\right|_{Q=Q_{m}}\right)\cdot Q_{m}}は完全競争下での価格{\displaystyle p_{c}=c}より{\displaystyle \left(\left.{\frac {dC}{dQ}}\right|_{Q=Q_{m}}\right)\cdot Q_{m}}だけ高くなる。
（注：総費用Cは商品数Qに対して単調増大であるので、dC/dQは正である。従ってpmの方がpcより大きい。)
また売れる商品数Q=Q(p)は価格に対して明らかに単調減少であるので、独占市場で出荷する商品数Qm=Q(pm)は完全競争下で出荷する商品数Qc=Q(pc)よりも少ない。